# 緊縛師
緊縛師（きんばくし）とはアダルト業界（おもにSM業界）において、人を緊縛の技術で縛り、調教を行うことを生業にしている者である。縄師とも呼ばれることがある。海外ではロープアーティストと呼ばれる。

## 歴史
古くは江戸時代において縄師といえば、武術としての捕縄術の師、若しくは浮世絵などにおける責め絵、縛り絵を得意とする絵師を指す言葉であった。そもそも人体を縛るということは高度な技術を要することであり（緊縛の項を参照）手錠等罪人を拘束する手段の不足していた時代では、このような技術は極めて実用的手段として学ばれていた。その時代から緊縛が性的な意味を持っていなかった訳ではないが、広く認知されている訳ではなく、現代のように性風俗産業としては成立していたわけではなかった。明治以降は緊縛が性的フェチズムとして認識され始めて居たものの、未だ画家や警察機関が習得する技術としての面が強かった。時代が下るにつれて縄師という言葉に武術的な意味は薄れ（手錠の普及も大きい）、江戸時代の緊縛術は徐々に失伝していく。
日本においては戦後性風俗が栄える中で、SMショーやSMビデオの隆盛とともに緊縛師という職業が成立するようになった。
基本的には男性が多い職業だが、女性の緊縛師も存在する。また日本人だけではなく、外国人の緊縛師も数多く存在する。

## 主な緊縛師
- 明智伝鬼
- 乱田舞
- 志摩紫光
- 神凪
- 神浦匠
- 一鬼のこ
- 有末剛 -「花と蛇」で緊縛指導
- 鵺神蓮
- 芙羽忍
- 奈加あきら
- ダーティ工藤